# Cadillac-en-Fronsadais
Cadillac-en-Fronsadais (okzitanisch: Cadilhac de Fronçadés) ist eine französische Gemeinde mit 1341 Einwohnern (Stand: 1. Januar 2022) im Département Gironde in der Region Nouvelle-Aquitaine. Sie gehört zum Arrondissement Libourne und zum Kanton Le Libournais-Fronsadais. Die Einwohner werden Cadillacais genannt.

## Lage
Cadillac-en-Fronsadais liegt etwa 21 Kilometer nordöstlich von Bordeaux und etwa elf Kilometer westnordwestlich von Libourne. Umgeben wird Cadillac-en-Fronsadais von den Nachbargemeinden La Lande-de-Fronsac im Norden, Tarnès im Nordosten, Lugon-et-l’Île-du-Carnay im Osten und Süden sowie Saint-Romain-la-Virvée im Westen.

## Bevölkerungsentwicklung
| Jahr                       | 1962 | 1968 | 1975 | 1982 | 1990 | 1999 | 2007 | 2020 |
| Einwohner                  | 469  | 453  | 602  | 774  | 899  | 886  | 1072 | 1350 |
| Quellen: Cassini und INSEE |      |      |      |      |      |      |      |      |

## Sehenswürdigkeiten
- Kirche Saint-Georges
- Schloss La Rousserie aus dem 19. Jahrhundert

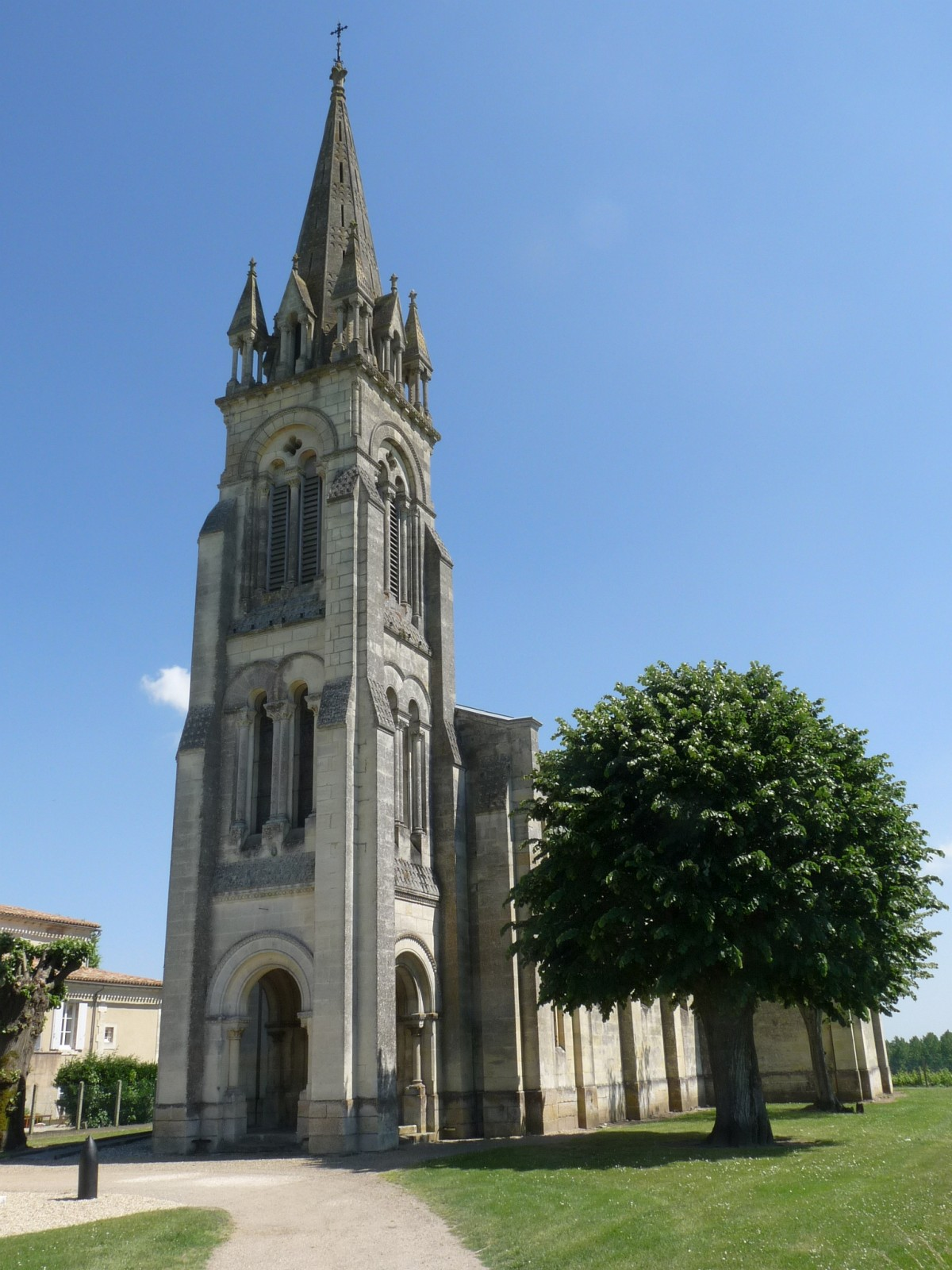
Kirche Saint-Georges

- Schloss Branda